# アドレノルフィン
アドレノルフィン(Adrenorphin)は、内生の、C末端アミド化オピオイドオクタペプチド(Tyr-Gly-Gly-Phe-Met-Arg-Arg-Val-NH2)である。プロエンケファリンのタンパク質分解により生成し、哺乳類の脳に広く分布している。ヒトやウシの通常の脳にも存在するが、最初にヒトの副腎髄質(Adrenal medulla)の褐色細胞腫から検出されたということから名付けられた。アドレノルフィンは、μ-オピオイド受容体とκ-オピオイド受容体には作用するが、δ-オピオイド受容体には作用しない、強いオピオイド活性を示す。呼吸抑制や鎮痛の効果を持つ。